# Leiurus aylaensis
Espèce
Leiurus aylaensis est une espèce de scorpions de la famille des Buthidae.

## Distribution
Cette espèce est endémique du gouvernorat d'Aqaba en Jordanie. Elle se rencontre vers Titin.

## Description
La femelle holotype mesure 80,20 mm, la femelle paratype 77,90 mm et les mâles paratypes 64,35 et 66,15 mm.

## Systématique et taxinomie
Cette espèce a été décrite par Abu Afifeh, Al-Saraireh et Amr en 2025.

## Étymologie
Son nom d'espèce, composé de ayla et du suffixe latin -ensis, « qui vit dans, qui habite », lui a été donné en référence au lieu de sa découverte, Ayla.

## Publication originale
- Abu Afifeh, Al-Saraireh & Amr, 2025 : « Revision of the genus Leiurus in Jordan, with a description of a new species and a new record (Scorpiones: Buthidae). » Ecologica Montenegrina, vol. 86, p. 81–118 (texte intégral).